# Indicatif régional 912

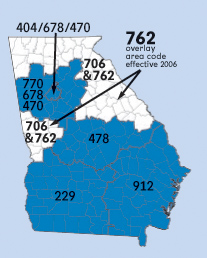
Carte de l'État de Géorgie avec les territoires de ses indicatifs régionaux. L'indicatif régional 912 est en bleu au sud-est de l'État.

L'indicatif régional 912 est l'indicatif téléphonique régional qui dessert le sud-est de l'État de Géorgie aux États-Unis.
On peut voir les territoires desservis par les indicatifs régionaux de la Géorgie sur cette carte de la North American Numbering Plan Administration.
L'indicatif régional 912 fait partie du plan de numérotation nord-américain.

## Comtés desservies par l'indicatif
- Appling
- Atkinson
- Bacon
- Brantley
- Bryan
- Bulloch
- Camden
- Candler
- Charlton
- Chatham
- Clinch
- Coffee
- Echols (en partie, avec l'indicatif régional 229)
- Effingham
- Emanuel (en partie, avec l'indicatif régional 478)
- Evans
- Glynn
- Jeff Davis
- Liberty
- Long
- McIntosh
- Montgomery
- Pierce
- Screven
- Tattnall
- Telfair (en partie, avec l'indicatif régional 229)
- Toombs
- Treutlen
- Ware
- Wayne
- Wheeler

## Principales villes desservies par l'indicatif
- Savannah
- Hinesville
- Vidalia
- Waycross
- Brunswick
- Douglas
- Statesboro
- Jesup